# Vörös kínafa
A vörös kínafa (Cinchona pubescens) a tárnicsvirágúak (Gentianales) rendjébe és a buzérfélék (Rubiaceae) családjába tartozó faj.

## Jellemzője
A több mint 20 m magas trópusi vörös kínafának egymással átellenes, ellipszis alakú levelei vannak, amelyek a fonákjukon enyhén vöröses színűek. Világos rózsaszínű virágainak csőszerű pártája van. Törzsének kérge kívülről szürke, szürkésbarna, világos foltokkal, míg a belső oldala vörösesbarna vagy sárga színű.

## Gyógyhatása
A vörös kínafa kérge gyomorkeserűként serkenti a gyomornedv-elválasztást és fokozza az étvágyat. A csersavnak köszönhetően fertőzésellenes és összehúzó hatású. A kinin és a kinidin (amelyek másfajta kínafák kivonatában is megtalálhatók) igen hatékonyak a mocsárláz és a szívritmuszavarok ellen.

## Felhasználása
A vörös kínafát étvágytalanság, kóros lesoványodás (aszténia) és emésztési zavarok kezelésére használják. Lázcsillapító és fertőzésellenes szer az influenzás megbetegedések esetén. Külsőleg a kéreg összehúzó hatásánál fogva a felfekvéseket és a régi, nehezen kezelhető sebeket gyógyítják vele. A vörös kínafát gyakran használják egyéb lázcsillapító növénnyel, ilyen például a réti legyezőfű és a fehér fűzfa.

## Figyelmeztetés
Kerülje használatát, ha egyidejűleg véralvadásgátló szereket szed, mivel felerősíti azok hatását. A vöröskínafa-készítmények nem javallottak a terhesség alatt, továbbá a kininre és a kinidinre érzékeny személyeknek.